# Batalla del Ebro
La batalla del Ebro fue una batalla librada durante la guerra civil española. Fue la batalla en que más combatientes participaron, la más larga y una de las más sangrientas de toda la guerra. Tuvo lugar en el cauce bajo del valle del Ebro, entre la zona occidental de la provincia de Tarragona (Tierra Alta) y en la zona oriental de la provincia de Zaragoza (Mequinenza) y se desarrolló durante los meses de julio a noviembre de 1938.
Esta batalla constituyó el enfrentamiento decisivo de la contienda, ya que en ella se decidió el final de la Guerra Civil, en un contexto europeo inmerso en la crisis de los Sudetes, que parecía a punto de estallar, y que, efectivamente, acabaría uniendo la guerra europea con la guerra de España. Aunque el ejército republicano logró obtener una importante victoria inicial, la victoria final fue para los sublevados. Un gran número de bajas humanas y materiales y cuatro meses de lucha después, las tropas republicanas volvieron a cruzar el río Ebro. Tras una decisiva ofensiva sublevada, quedó sellado el destino de la Segunda República Española.
Durante la batalla se hicieron populares canciones como El paso del Ebro y Si me quieres escribir, que posteriormente se han convertido en iconos de la cultura popular ligados a la batalla, y darían lugar a las más famosas canciones de la guerra civil española.

## Situación previa
Tras la pérdida de Teruel por las tropas republicanas el 22 de febrero de 1938, los ejércitos franquistas lanzaron una ofensiva en Aragón que destruyó las defensas republicanas y barrió por completo al Ejército popular en la zona. Las divisiones de Yagüe continuaron avanzando y penetraron en Cataluña después de tomar Lérida, donde encontraron una fuerte resistencia republicana; más al sur, los hombres de Aranda llegaron a las playas de Vinaroz el 15 de abril, alcanzando el Mediterráneo. El territorio republicano quedaba dividido en dos, concentrando dos áreas principales: una en la Cataluña, que todavía controlaban los ejércitos republicanos, y una gran área central en torno a Madrid, controlada por numerosas divisiones. Las fuerzas republicanas se encontraban exhaustas después de los desastres militares en Aragón y con una grave amenaza de las tropas franquistas sobre la antigua capital de la república y capital del levante, Valencia. A pesar de que los ejércitos franquistas tenían el camino libre hasta Barcelona, Franco optó por avanzar hacia el sur, a través del Maestrazgo castellonense para alcanzar la huerta levantina y hacerse con Valencia, con lo que dejaría completamente aislada a Madrid de los puertos del Levante. Las tropas republicanas en Cataluña, mientras tanto, se reorganizaron para contraatacar.

## Fuerzas intervinientes

### Bando republicano
Por parte republicana, las fuerzas que intervendrán en la operación son las integradas en la recién creada Agrupación Autónoma del Ebro, al mando del Teniente coronel de Milicias Juan Guilloto León. La componen unos 100 000 hombres. Entre estas tropas se encuentran las divisiones más fogueadas del bando republicano aunque, ante el aislamiento de Cataluña del resto del territorio republicano, han debido ser recompuestas por soldados catalanes muy jóvenes, de 17-18 años, sin experiencia de combate, pertenecientes al reemplazo de 1941; es la llamada Quinta del biberón. Lo cierto es que este ejército era el mejor preparado y más fogueado que había combatido en el Ejército Popular Republicano en lo que iba de guerra y su equipamiento, aunque deficiente, tenía buenas armas llegadas de Checoslovaquia y de los últimos envíos soviéticos. Poco antes de la ofensiva republicana, la Agrupación Autónoma del Ebro fue renombrada como Ejército del Ebro, quedando integrado junto al Ejército del Este en el Grupo de Ejércitos de la Región Oriental (GERO). Así pues, el nuevo Ejército del Ebro estaba formado por:

#### Ejército del Ebro
El Ejército del Ebro, integrado dentro del Grupo de Ejércitos de la Región Oriental (GERO);
—Comandante: teniente coronel Juan Guilloto León «Modesto». 
—Jefe de E.M.: mayor de ingenieros José Sánchez Rodríguez.
—Comisario: comisario general Luis Delage García.

Bandera de la 44.ª División del Ejército Popular, una de las unidades que intervinieron durante la Batalla. Esta unidad ya había sostenido combates en las batallas de Belchite, Aragón y más tarde intervendría en la retirada de Cataluña.

- El XV Cuerpo de Ejército, dirigido por el teniente coronel Manuel Tagüeña y compuesto por las siguientes divisiones:
  - 35.ª División Internacional a las órdenes del mayor Pedro Mateo Merino (con las brigadas XI, XIII y XV);
  - 3.ª División, a las órdenes del mayor Esteban Cabezos Morente (con las brigadas mixtas 31.ª, 33.ª y 60.ª brigadas);
  - 42.ª División, bajo el mando del mayor Manuel Álvarez Álvarez (con las brigadas Mixtas 226.ª, 227.ª y 59.ª);

- El V Cuerpo de Ejército, bajo el mando del teniente coronel Enrique Líster, con la base en Salou y formado por:
  - La 11.ª División a las órdenes del mayor Joaquín Rodríguez (con las brigadas mixtas 1.ª, 9.ª y 100.ª);
  - La 46.ª División al mando del mayor Valentín González «El Campesino» (con las brigadas 10.ª, 37.ª y 101.ª);
  - La 45.ª División Internacional dirigida por el teniente coronel Hans Kahle (con las brigadas XII, la XIV y la 129.ª);

- El XII Cuerpo de Ejército, bajo mando del teniente coronel Etelvino Vega y con el centro de mando en la Bisbal de Falset. Estaba compuesto por:
  - La 16.ª División, a las órdenes del mayor Manuel Mora (con las brigadas 23.ª, 24.ª y 149.ª);
  - La 44.ª División, al mando del mayor Ramón Pastor Llorens (con las brigadas 140.ª, 144.ª y 145.ª);
  - La 56.ª División, al mando del teniente coronel Ricardo Gómez García (con las brigadas 56.ª, 3.ª y 179.ª);

Además de estas fuerzas principales, actuaron dentro o como apoyo del Ejército del Ebro distintas fuerzas del XVIII Cuerpo de Ejército, así como el 3.er Regimiento de caballería, una agrupación de artillería antiaérea, una sección de tanques y numerosos pontones y medios de paso. El XVIII Cuerpo de Ejército se encontraba a las órdenes del teniente coronel José del Barrio y estaba formado por:
- La 27.ª División, mandada por el mayor de milicias Marcelino Usatorre y formada por las brigadas 122.ª, 123.ª y 124.ª;
- La 60.ª División del mayor de milicias Manuel Ferrándiz Martín, con las brigadas 95.ª, 84.ª y 224.ª;
- La 43.ª División, comandada por el teniente coronel Antonio Beltrán Casaña («el Esquinazau») con las brigadas 72.ª, la 102.ª y 130.ª;

### Bando sublevado
Por el lado sublevado, las fuerzas que toman parte son integradas en el Ejército del Norte. La unidad destinada a la defensa de la línea del Ebro era el Cuerpo de Ejército Marroquí, al mando del general Yagüe. Estas tropas se encuentran desplegadas a todo lo largo de la margen derecha del Ebro, desde el río Segre hasta el Mediterráneo. Ante la preparación de las tropas republicanas, se hizo evidente para estas tropas que los republicanos planeaban el cruce del río pero, a pesar de los preparativos de estos, no hubo ninguna acción para rechazar el ataque. Así, el cuerpo africano estaba compuesto por:
El Cuerpo de Ejército Marroquí estaba comandado por el general Juan Yagüe y estaba formado por las divisiones 13.ª, 50.ª y 105.ª; excepto la 50.ª División, de reciente creación y formada por soldados de reemplazo, todas las demás divisiones estaban compuestas por tropas muy experimentadas: legionarios, regulares, mercenarios africanos de los territorios de Ifni y Sahara, y voluntarios de las milicias falangistas o del requeté carlista. 
Posteriormente, ante la amplitud y dureza de las operaciones, se incorporó también el Cuerpo de Ejército del Maestrazgo, al mando del general Rafael García Valiño, y que contaría con las siguientes unidades: la 1.ª División Navarra, la 4.ª División Navarra, la 74.ª («la Leona»), la 82.ª, la 84.ª, la 102.ª, la 150.ª o la 152.ª. El Tercio de Montserrat, formado por carlistas catalanes, también intervendría en los combates.

## Plan de operaciones republicano
El general Vicente Rojo, jefe del Estado Mayor Central republicano, diseñó un plan para obligar a los franquistas a distraer fuerzas del ataque a Valencia y así aliviar la situación del ejército de Levante. El plan era originario del mes de abril, cuando las tropas franquistas llegaron al Mediterráneo y cortaron en dos la zona republicana. Después de la Campaña del Levante, era poco más que una ilusión el volver a unificar las dos zonas republicanas, pero sí constituiría un importante alivio a la presión que sufrían los hombres del Ejército del Levante. Por otra parte, ante la situación política internacional, esta operación favorecía los planes de Negrín de hacer ver a las potencias europeas democráticas (Francia y Reino Unido) que el resultado de la guerra no estaba aún decidido y en todo caso, al menos, poder alargar la guerra hasta que comenzara el gran conflicto europeo que se preveía inminente.
El plan de Rojo consistía en lanzar una ofensiva, masiva y por sorpresa, sobre las fuerzas rebeldes que guarnecían la margen derecha del río Ebro. Esto suponía un frente de más de 60 km, de norte a sur, entre las localidades de Mequinenza (Zaragoza) y Amposta (Tarragona). Un ataque principal sería lanzado en la gran curva del Ebro a cargo de dos Cuerpos de Ejército, en un movimiento de tenaza sobre las fuerzas enemigas que guarnecían la ribera. El objetivo del movimiento principal era, tras consolidar sus cabezas de puente, la conquista inmediata de Gandesa, que constituía el centro de comunicaciones más importante de la zona. Una vez caído sería muy difícil para los franquistas organizar la defensa. Además de esta línea de avance, habría otros dos ataques secundarios para apoyar la acción principal: uno por el norte, entre las poblaciones de Mequinenza y Fayón, mientras otro se lanzaría por el sur, cerca de Amposta. El ataque correría a cargo del Ejército del Ebro, que reunía una variopinta colección de jóvenes reclutas (la conocida como Quinta del Biberón) pero también de un amplio grupo de veteranos que llevan luchando desde el comienzo de la guerra. El equipo del ejército republicano había mejorado considerablemente con las nuevas remesas de armamento, que incluían artillería más pesada y cañones antiaéreos. El apoyo aéreo de la Aviación republicana también había mejorado mucho con la llegada de los modelos Supermosca y Superchato.

## Desarrollo de las operaciones

### Ofensiva republicana

#### Los republicanos cruzan el río

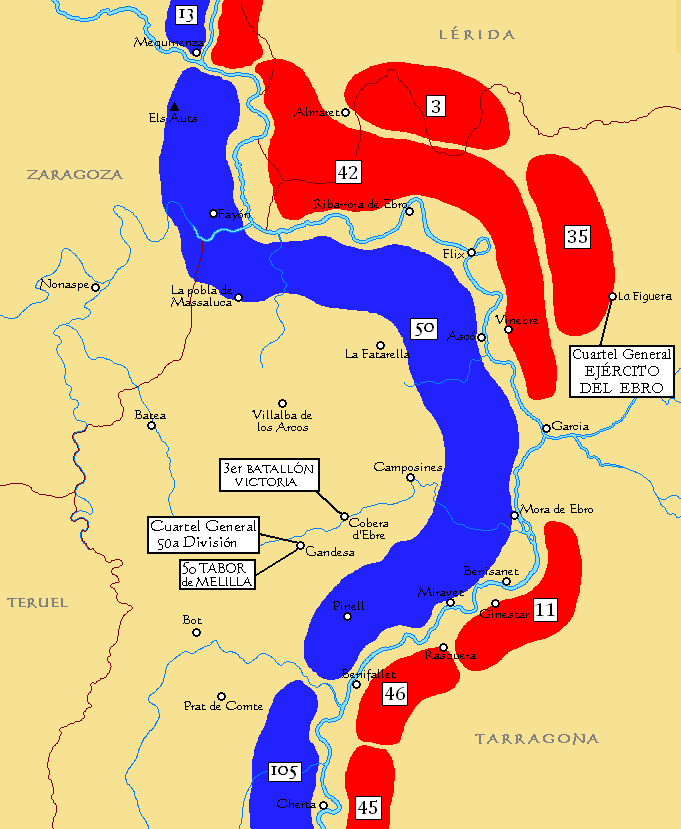
Distribución de las fuerzas de ambos ejércitos a las 00:15 del 25 de julio.

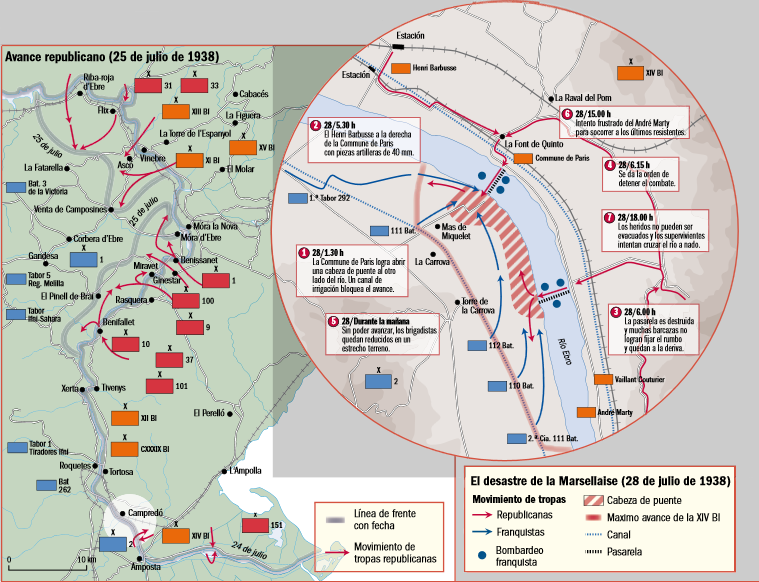
El paso del río (24 - 26 de julio de 1938).

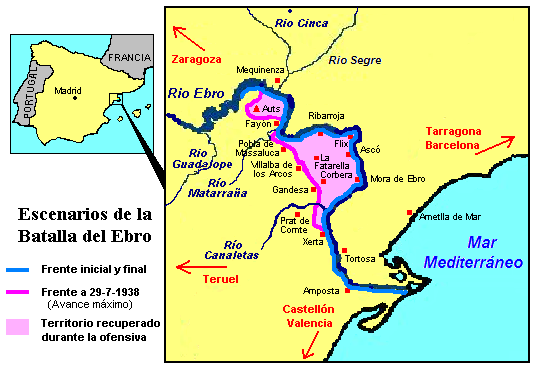
Escenarios de la Batalla del Ebro.

A las 00:15 del 25 de julio, en una noche sin luna, las unidades republicanas empezaron a cruzar el Ebro. Las unidades que mandaba Tagüeña atravesaron el río entre las poblaciones de Mequinenza y Ascó, mientras que Líster y su V Cuerpo de Ejército empezaron a cruzar el río por dieciséis puntos distintos comprendidos entre Benisanet y Amposta, situada esta 50 km al sur de la zona principal del ataque. Para la operación se habían reunido unas 90 barcas (cada una de ellas transportaba 10 hombres), tres puentes de pontones y doce más de otro tipo. A esta fuerza inicial de asalto le seguían 22 tanques T-26 y cuatro compañías de carros blindados, para el apoyo de la infantería republicana. La primera unidad del cuerpo de ejército de Líster que alcanzó la orilla enemiga fue el batallón Hans Beimler de la XI Brigada Internacional, formada ésta por alemanes, escandinavos y catalanes. La 46.ª División también cruzó el río menos su jefe, Valentín González. Aunque argumentó que estaba enfermo, su superior, Lister, lo visitó en su puesto de mando y después diría que solo le había entrado un ataque de pánico ante la idea de cruzar el río; fue relevado del mando y Domiciano Leal lo sustituyó en el mando de la división.
La otra orilla del Ebro, desde Mequinenza hasta el mar, estaba custodiada por Cuerpo de Ejército Marroquí al mando de Yagüe. La 50.ª División estaba custodiando gran parte del curso del Ebro que estaba siendo atacado por los republicanos; los oficiales de la división, al mando del coronel Luis Campos, habían informado durante largo tiempo de que a lo largo de la orilla opuesta se hallaban concentradas tropas enemigas selectas, pero el alto mando había hecho caso omiso de estas advertencias. Cuando los republicanos atacaron, se hizo en medio de la completa sorpresa de los defensores, que se retiraron entre algunos casos de pánico y, en general, en completa desorganización. En el caso de las tropas moras, la situación era todavía menos halagüeña, porque la fama de sanguinarios que venían labrándose desde el comienzo de la guerra les garantizaba el pelotón de fusilamiento en caso de ser capturados. Entre los soldados españoles del ejército sublevado que habían sido capturados se comprueba que los «rojos» no son la bestia negra que había hecho creer la propaganda en la zona sublevada (pues estaba muy extendida la idea del fusilamiento inmediato en caso de caer prisionero de los republicanos). A las dos y media de la madrugada el coronel Pedro Peñarredonda, a cargo del sector de Mora de Ebro, informó a su superior, Yagüe, que los republicanos habían cruzado el Ebro a gran escala. Algunos hombres bajo su mando estaban oyendo tiroteos procedentes de la retaguardia, mientras él y el Cuartel General de la División ya habían perdido contacto con los flancos.
Asimismo, y con el objeto de distraer la atención del enemigo, se realizaron otros dos pasos menores. Uno de estos fue lanzado al norte de la zona de cruce principal del XV Cuerpo de Ejército, a cargo de la 42.ª División. Con sus 9500 hombres, la división cruza el río entre Mequinenza y Fayón, logra establecer una cabeza de puente y en un rápido avance sus tropas llegan hasta las elevaciones de los Auts, capturando a un regimiento de infantería que se rinde prácticamente sin luchar. No obstante, aunque han logrado cortar la carretera que une Fayón con Mequinenza, debido a la fuerte reacción de los sublevados en esta zona y a la total carencia de apoyo artillero, los republicanos no consiguen la toma de ninguno de estos dos pueblos y quedan frenados en su avance. Al final terminará formándose una estrecha bolsa de 15 km. de profundidad, con el río a sus espaldas y prácticamente aislados del resto del XV Cuerpo de Ejército.
Por el sur se lanzó otro, concretamente en el sector de Amposta (50 km al sur del cruce principal) a cargo de la XIV Brigada Internacional, perteneciente a la 45.ª División. Los interbrigadistas sufrieron cuantiosas bajas en el transcurso del choque con la 105.ª División franquista guarnecida en la otra orilla, prolongándose la batalla durante más de 18 horas. Los sublevados se saldaron con 400 muertos y numerosos heridos, aunque lograron frustrar el cruce del Ebro en este sector. Sin embargo, el coronel Modesto —jefe del Ejército del Ebro— consideró que la maniobra resultó exitosa, porque había evitado que la 105.ª División pudiera acudir en socorro de la 50.ª División sublevada, situada en el sector central de la batalla. El comisario político de la Brigada, Henri Rol-Tanguy (posterior líder de la resistencia francesa en París durante la II Guerra Mundial) fue herido, pero logró volver a nado a la orilla republicana.

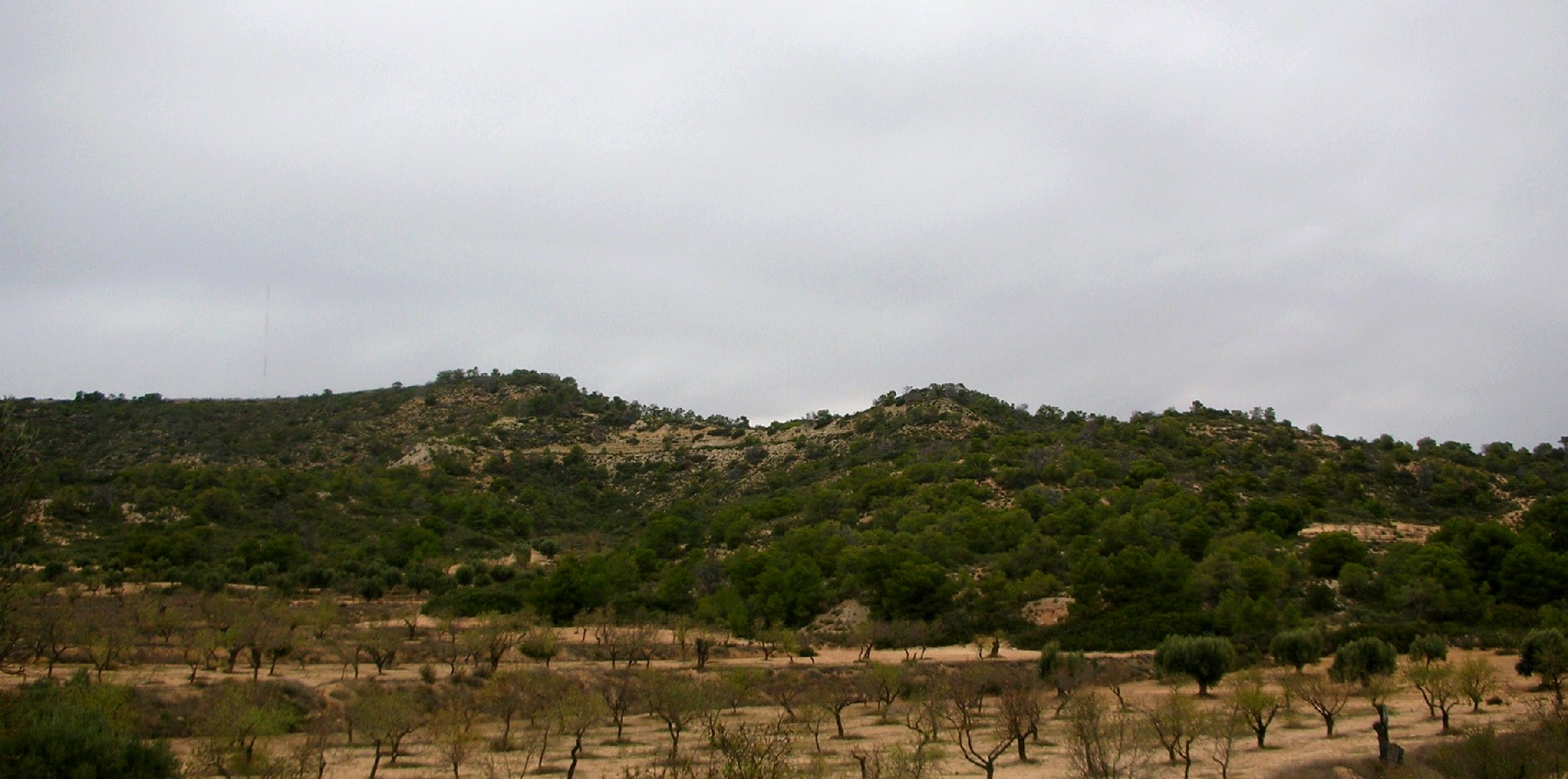
Montes de Els Auts, límite del alcance republicano de la zona norte, en la bolsa formada entre Mequinenza y Amposta.

Río arriba, las primeras fases del ataque dieron resultado positivo. Todos los pueblos ribereños del Ebro, situados en el sector central del frente, fueron ocupados al amanecer y se formaron dos cabezas de puente de grandes proporciones. Los que cruzaron el río, entre ellos la XV Brigada Internacional, siguieron avanzando tierra adentro, a fin de rodear por los flancos y cercar a las desmoralizadas tropas de Peñarredonda. Al amanecer del 25 de julio, este fue autorizado a retroceder con todos los hombres que pudiera llevar consigo. En el norte, la 42.ª División había avanzado unos 15 km desde el Ebro, asegurando su cabeza de puente. En la zona del XV Cuerpo de Ejército, Tagüeña y sus hombres habían logrado crear una profunda cabeza de puente. Más al sur, Líster avanzó 50 km, llegando hasta la pequeña localidad de Gandesa (en 1937 tenía 3396 habitantes). Fueron capturados todos los puntos de observación importantes situados en las montañas, entre Gandesa y el Ebro. Por otro lado, se produjeron numerosas deserciones entre las tropas sublevadas y 5000 soldados cayeron prisioneros. Las fuerzas republicanas siguieron avanzando hasta llegar a las poblaciones de Gandesa y Villalba de los Arcos, núcleos donde se había atrincherado la defensa principal de los sublevados; La batalla principal tuvo lugar en Gandesa.
Ante la dificultad por contener la avalancha republicana, Franco ordenó que acudieran divisiones de otros sectores, especialmente del frente de Levante (donde se estaba desarrollando una encarnizada batalla para conquistar Valencia), pero incluso desde Andalucía. Así pues, las tropas sublevadas debieron paralizar sus operaciones en el frente del Levante; con ello, los republicanos logran su primer objetivo. La operación constituyó, sin duda, un hecho audaz y sorprendente, ya que en los tratados de táctica militar los ríos caudalosos como el Ebro eran considerados poco menos que barreras infranqueables.

#### Los problemas logísticos de los republicanos
Aún con el éxito inicial, los problemas de aprovisionamiento y de cruce para nuevas tropas se incrementan, debido a las primeras respuestas del Cuerpo de Ejército Marroquí, que tras el shock inicial empiezan a atrincherarse en torno a una serie de poblaciones y ofrecen fiera resistencia. También destaca a la intervención de la aviación franquista, especialmente la Legión Cóndor, que acude rápidamente a la zona y efectúa ataques masivos sobre los pontones y los múltiples medios de paso del río que emplean los republicanos. Su acción no encontró otra respuesta que la de la escasa artillería antiaérea republicana, ya que su aviación tardó más de dos días en actuar, hecho que aún hoy no ha podido ser explicado.
Sin embargo, el fracaso de la tentativa republicana de continuar el avance se debió más a fallos técnicos de su propio ejército. Para pasar los pesados tanques T-26 a la otra orilla del Ebro era necesario hacerlo por un puente de hierro y su construcción requería largo tiempo. Otro problema inmediato es la apertura por los franquistas (informados por un ingeniero de la compañía hidroeléctrica, Charles Smith) de las compuertas de los embalses de Tremp y Camarasa, situados aguas arriba del río Segre en la provincia de Lérida. La apertura de compuertas provocó una gran crecida del río que arrastró hombres, camiones y pasarelas que saltaron por los aires, tanto por la fuerza del agua como por el choque de troncos con explosivos adosados lanzados por las fuerzas franquistas. A pesar de todo, los ingenieros republicanos adquirirán una gran práctica a la hora de reconstruir pasarelas. A lo largo de toda la batalla aunque habrá numerosos bombardeos y ataques contra estas pasarelas, la gran destreza de los ingenieros republicanos minimizará el efecto de éstos además de la enérgica acción de la Defensa Antiaérea republicana (D.E.C.A.), que durante la batalla del Ebro alcanza su madurez operacional.

#### Luchas encarnizadas en Gandesa
A pesar de haberse establecido con rapidez unas firmes cabezas de puente, la infantería republicana acudió al frente a pie por la escasez de camiones; los avances hasta el interior por aquellas escarpadas tierras se realizaron en agotadoras marchas bajo el sol en pleno julio. Cuando los soldados republicanos llegaron a las afueras de Gandesa, se encontraban exhaustos y no contaban con apoyo de artillería ni de carros, aunque lograron hacerse con algunas posiciones estratégicas alrededor de la ciudad. Así, los sublevados pudieron completar las defensas en Gandesa y cavar trincheras sin ser bombardeados por la aviación republicana. Esta ciudad fue atacada por Líster día y noche durante los sofocantes días del verano. El 1 de agosto, la XV Brigada Internacional lanzó su más duro ataque contra la Cota 481, conocida como el Grano. Una vez más, la lista de bajas fue muy elevada, como había ocurrido en el mes de marzo y entre los muertos se hallaba Lewis Clive, concejal socialista de South Kesington, y David Haden Guest, joven filósofo comunista. El 2 de agosto, a pesar de sus repetidos ataques, quedó detenido el avance republicano. Las tropas republicanas se pusieron a cavar trincheras. El teniente coronel Modesto había previsto bombardear Gandesa pero la aviación republicana seguía sin aparecer en el sector del Ebro, con gran indignación de la infantería republicana.

### Impacto de la ofensiva republicana
Una vez más, Vicente Rojo se ha adelantado a Franco y como ya hubiese hecho en Brunete y en Teruel, Franco acude al terreno elegido por el republicano. Lo cierto es que los republicanos se están jugando su última carta con la ofensiva del Ebro, algo a lo que el presidente Negrín está dispuesto; Si la República logra convencer a las democracias occidentales de que intervengan en su favor, esto podría llevar al definitivo apoyo anglo-francés que sería determinante para la derrota franquista. La república se mostró eufórica en los primeros momentos de la Batalla del Ebro. Incluso el presidente de la República, Manuel Azaña, llegó a convencerse, durante un tiempo, de que había cambiado la suerte de la República. Además, la crisis checoslovaca amenazaba provocar un conflicto bélico general en Europa en el que quedaría integrada la contienda española, como deseaba Negrín. En el plano internacional el ataque de la república también causa un gran impacto y muchos son los que creen que la victoria de Franco no está todavía garantizada; La situación política en Europa es sumamente explosiva ante la creciente agresividad de la Italia Fascista y el III Reich, especialmente la agresividad alemana tras su Anschluss con Austria y la conflictividad en torno a la cuestión de los Sudetes, una amenaza directa sobre Checoslovaquia que podría provocar una guerra general.
Por otro lado, la ofensiva republicana en el Ebro había provocado el pesimismo en el bando franquista. De los éxitos de Aragón durante la primavera pasada se había pasado al pesimismo ante el fracaso de la ofensiva por tomar Valencia y ahora el nuevo fracaso para detener el ataque lanzado por las tropas republicanas de Cataluña, a las que se consideraba prácticamente inutilizadas desde las derrotas de marzo y abril. Se hablaba de derrotismo hasta en Burgos y los siempre exaltados falangistas murmuraban contra Franco y Martínez Anido, el septuagenario ministro encargado de la represión en la España franquista como ministro de Orden Público. A Franco le alarmaba especialmente la crisis checoslovaca, pues era consciente de su futuro en caso de que estallase una guerra europea generalizada. Consciente de ese peligro y de que podría acabar luchando contra Francia, envió a 20 000 prisioneros a trabajar en las fortificaciones fronterizas de los Pirineos y el Marruecos español. Franco desconocía las intenciones de Hitler y temía que los alemanes, de los que desconfió siempre, pudieran dejar de suministrarle la preciada ayuda militar de la que tanto dependía.

### Estancamiento de las operaciones
A principios de agosto, el frente se extendía desde Fayón hasta Cherta, a lo largo de la base del arco del Ebro, pero con un saliente en el extremo oriental (Villalba de los Arcos y Gandesa) donde resistían los franquistas. En las poblaciones de Fayón y Puebla de Masaluca, situadas al norte de Villalba, y en las de Bot y Prat de Compte, situadas al sureste de Gandesa, también se defendían enérgicamente. Incluso en estos momentos difíciles, Yagüe dio pruebas de sus dotes de organizador, especialmente cuando se dedicó a preparar las defensas franquistas en Gandesa. A estas alturas los franquistas (bajo decisión exclusiva de Franco) están decididos a plantear en este lugar la batalla definitiva, comenzando una encarnizada guerra de desgaste en la que harían uso de todos los medios aéreos y terrestres disponibles. Al principio, Franco pensó permitir que el enemigo penetrara profundamente en sus líneas, para luego efectuar un movimiento en tenaza que destruyera totalmente al ejército republicano. Le disuadieron de esta idea, pero siguió bombardeando las pasarelas, que resultaban esenciales para el esfuerzo republicano. Decidió no lanzar la infantería hasta que la artillería y la aviación no tuvieran controlada la situación. Las órdenes de Líster y Tagüeña eran: Vigilancia, fortificación y resistencia. Estas consignas fueron repetidas durante las siguientes semanas. 
Para evitar casos como los sucedidos en Aragón durante la primavera, los sargentos recibieron órdenes escritas de fusilar a los oficiales que dispusieran la retirada sin órdenes escritas de la superioridad; En más de una ocasión se cumplió la orden, siendo fusilados oficiales y soldados que emprendieron huidas desordenadas. Para los republicanos era prioritario mantener el territorio ocupado, tanto por el valor propagandístico que tenía como por el hecho de que mientras Franco estuviera ocupado en este frente no atacaría en otras zonas, especialmente el frente de Levante.
La destrozada 50.ª División franquista fue retirada y enviada a cubrir el frente del Segre, bajo el mando del coronel Manuel Coco.
Franco, por su parte, no permitió tampoco que ni la más mínima retirada táctica quedara sin respuesta. En consecuencia, resolvió atacar a las fuerzas republicanas para desalojarlas de los territorios que habían conquistado. Buena parte de la Aviación franquista así como la Legión Cóndor y la Aviación Legionaria fueron concentradas en el frente del Ebro: En total, más de 300 aparatos. La artillería franquista también fue concentrada como antes no se había hecho en España hasta la fecha. Otros generales sublevados criticaron esta decisión de Franco, entre ellos Aranda, pero se trataba una decisión muy característica de su manera de hacer. En el frente del Ebro, la táctica escogida por el general gallego consistiría en lanzar un fuerte ataque combinado de artillería y aviación en un área reducida, con el objetivo de eliminar toda resistencia y, a continuación, lanzar un asalto que ocupase la posición.

### Respuesta franquista

#### Las primeras contraofensivas

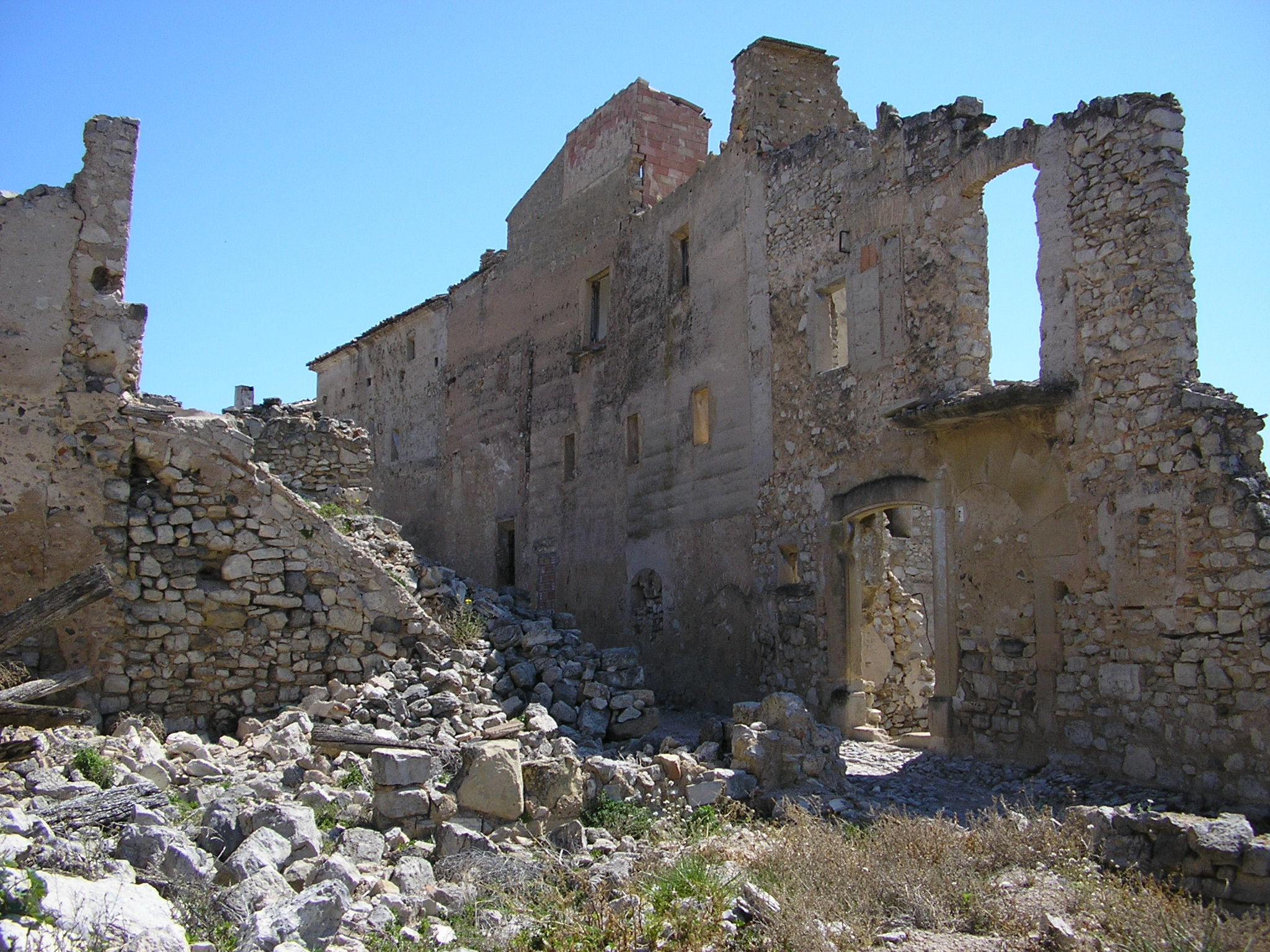
Ruinas en Corbera de Ebro, en el Poble Vell (pueblo viejo). La población quedó gravemente dañada por la actividad de la artillería y la aviación.

El 6 de agosto los franquistas lanzaron una contraofensiva general en todo el sector del Ebro: Delgado Serrano se lanzó contra la bolsa norte situada entre Mequinenza y Fayón y defendida por unidades de la 42 ª División. Los republicanos de este sector se vieron rápidamente superados y emprendieron la retirada hacia la cabeza de puente, donde mantuvieron su posición durante algún tiempo. los puentes construidos no soportaron la avalancha de hombres y material, por lo que cedieron y se desarmaron. Los soldados republicanos que no pudieron cruzar a la otra orilla quedaron cercados y finalmente fueron hechos prisioneros. Quedaba, así, eliminada esta importante bolsa republicana. En el sector central se lanzaron varios ataques pero las posiciones republicanas se mantuvieron inflexibles, ya que la defensa republicana en esta zona estaba mucho mejor preparada y se asentaba sobre las elevadas colinas y sistemas de la Tierra Alta. No obstante, el 11 de agosto las fuerzas de Alonso Vega y Galera emprendieron un gran contraataque general sobre toda la bolsa republicana, especialmente contra la Sierra de Pandols, situada en el sur del frente. Tras varios días de una intensa lucha centímetro a centímetro, el día 14 Líster tiene que ceder la cota de Santa Magdalena, mientras la artillería y aviación franquistas martillean incesantemente las posiciones republicanas en la Sierra de Pàndols. Se produce un repliegue de los republicanos sobre Corbera ante la presión de los tanques franquistas, aunque al final consiguen rehacer sus líneas. A pesar del avance franquista, estos han sufrido una gran sangría de bajas durante esta lucha pero las bajas republicanas también son muy elevadas. El 19 de agosto las fuerzas de Yagüe lanzaron otro contraataque contra las posiciones republicanas situadas en la ladera septentrional del monte Gaeta, compuesta por suaves y ondulantes colinas, llenas de acebos.
Después de encarnizadas luchas entre los marroquíes y los republicanos, los franquistas avanzaron sus líneas unos escasos kilómetros pero volvieron a tener un gran número de bajas y tuvieron que suspender su ofensiva. El 3 de septiembre los franquistas volvieron a lanzar un ataque, esta vez a cargo de los cuerpos de Ejército de García Valiño y Yagüe, que se habían vuelto a reorganizar de su elevadas bajas. Nuevamente hubo una larga lista de bajas en ambos bandos y se avanzaron muy pocos kilómetros, aunque los franquistas habían conseguido algunos éxitos sustanciales. Gandesa había quedado parcialmente aliviada del cerco que sufría y los franquistas acabaron reconquistando el pueblo de Corbera (situado en un fértil valle de entre Pàndols y el monte Gaeta), que había quedado prácticamente destruido por los bombardeos de artillería y aviación. De modo que en curso de cuatro semanas, los franquistas habían reconquistado un escaso terreno de 200 km2 que habían perdido en 24 horas, creando una importante cuña dentro de la bolsa republicana. Durante la contraofensiva franquista, su aviación arrojó a diario más de 4500 kg de bombas. Pero los ingenieros republicanos eran de gran tenacidad y reparaban los puentes antes de que terminase el bombardeo, si es que resultaban dañados porque la realidad era bien distinta: Para destruir un puente de pontones se necesitaban 500 bombas de gran potencia, eso sin contar con la presencia de artillería antiaérea y la aviación republicana, que presentó batalla en el aire. Pero esta manera de hacer de Franco no pasó inadvertida a italianos y alemanes. Mussolini estaba realmente irritado con generalísimo a propósito de cómo estaba llevando las operaciones en el Frente del Ebro y un día, mientras estaba escuchando un informe sobre las operaciones en el Ebro, saltó irritado:

Anota en tu diario que hoy, día 29 de agosto, profetizo la derrota de Franco [...]. «¡Los "rojos" son verdaderos combatientes, Franco no!»
Diarios de Ciano

#### El frente vuelve a estancarse

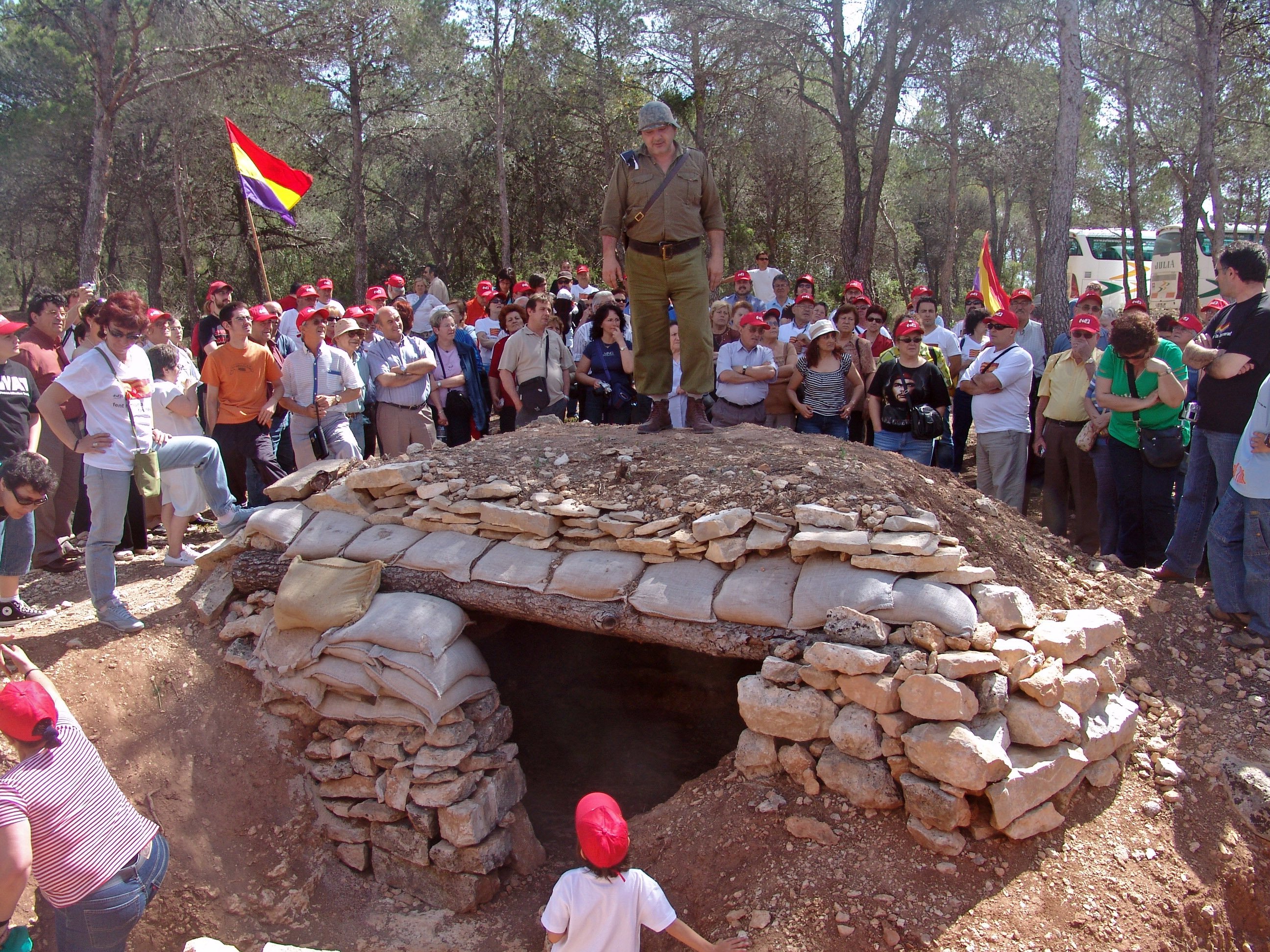
Búnker de la línea defensiva republicana, durante una reconstrucción histórica.

A mediados de septiembre la línea del frente en el Ebro se mantenía estática, sin grandes cambios. A pesar del elevadísimo número de bajas que habían sufrido los republicanos, estos mantenían sus posiciones y por primera vez lograban mantener la resistencia frente a las mejores tropas franquistas. Eso se explica por dos motivos principales: el primero era que en 1938 el Ejército Popular de la República había alcanzado su mayor capacidad organizativa a diferencia de anteriores ofensivas; Por otro lado, los militares republicanos aprovecharon muy bien los rocosos valles de la Tierra Alta, que ofrecían un lugar para establecer una decidida resistencia. En aquellas alturas bajo el implacable sol del agosto se libraron unas encarnizadas batallas entre las tropas de ambos bandos y en medio de los bombardeos de la aviación y el martilleo de la artillería. Pero la aviación franquista era la que realmente tenía el control de los cielos, especialmente debido a la ausencia de la aviación republicana durante los primeros días de la ofensiva. Cada día las líneas republicanas eran atacadas por escuadrillas alemanas e italianas de hasta 200 aviones, a pesar de la decidida respuesta plantada por los cazas republicanos moscas y chatos. Cuando la aviación republicana se concentró en suficiente número, empezó a ofrecer oposición a las escuadrillas de Messerschmitt y Chirris, aunque sufrieron graves pérdidas a manos de estos. Las nuevas versiones de Messerschmitt eran superiores a los cazas republicanos, que a estas altura de la guerra habían perdido el dominio del aire frente a los franquistas. A principios de agosto, la república había perdido completamente el control de los cielos. Sobre el Ebro, la aviación franquista se empleaba a fondo contra los puentes republicanos en el río, vitales para el Ejército del Ebro, contando con una nutrida respuesta de la artillería antiaérea republicana. A pesar de contar con escasas piezas, el mando republicano concentró las principales baterías antiaéreas junto a los puentes para protegerlos.
A mediados de septiembre el mando franquista volvió a lanzar una ofensiva contra las fuerzas de Líster en Pàndols, pero las líneas no avanzaron apreciablemente y tras la costosa ocupación del vértice Gaeta, debieron suspender temporalmente sus operaciones. Lo cierto es que estaban sufriendo un fuerte desgaste de material, mientras el 15 de septiembre la Alemania nazi anunció la suspensión temporal de sus envíos de ayuda militar, con grave preocupación de Franco. A finales de septiembre volvió a lanzarse otra ofensiva y tras durísimos combates con un elevado número de bajas por ambos bandos se produce un lento pero progresivo retroceso de los republicanos; Así, el 2 de octubre, las divisiones navarras ocupan las cotas más altas de la Sierra de Lavall de la Torre y llegan muy cerca de Venta de Camposines.

### La retirada de las Brigadas Internacionales y el Pacto de Múnich

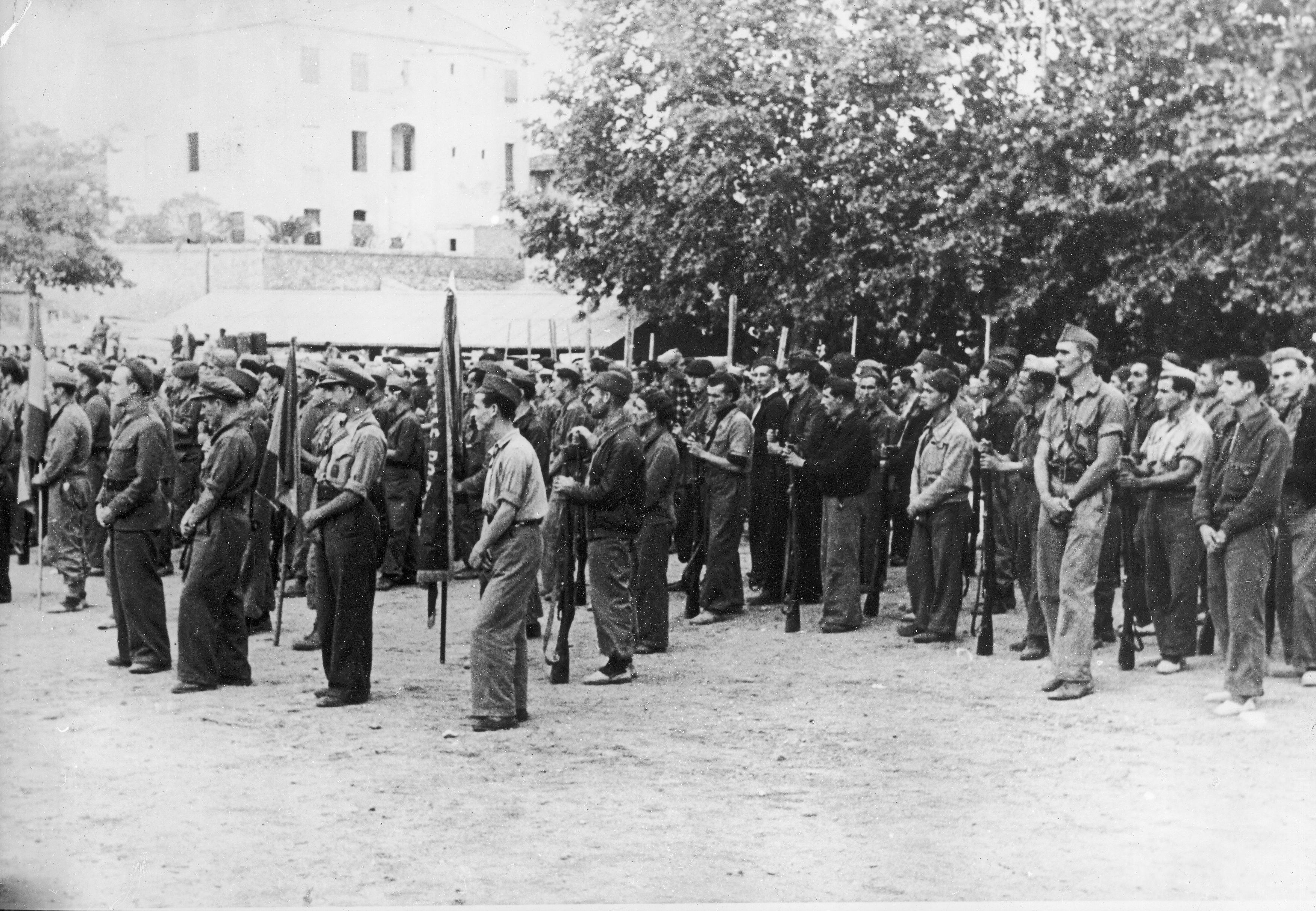
Los miembros de un batallón internacional, posiblemente el Batallón inglés en su despedida durante la Batalla del Ebro en el campo de fútbol de Marçà (octubre de 1938).

La lucha en el frente del Ebro continuaba por esas fechas de forma implacable. Franco y sus ayudantes preparaban la contraofensiva final pero una y otra vez sus ataques solo lograban avanzar unos pocos kilómetros al precio de un gran número de muertos y heridos. Por su parte, las fuerzas republicanas también estaba sufriendo una enorme sangría en el Ebro pero el presidente Negrín y los principales líderes militares del Ejército Popular insistían en mantener las posiciones en el Ebro para demostrar a las democracias occidentales que la república «mantenía el pulso», especialmente en los momentos de la crisis de los Sudetes en que parecía que iba a estallar una guerra en Europa. No obstante, por estas fechas se puso de manifiesto la retirada de los voluntarios de ambos bandos en la guerra, a fin de modificar la posición del Comité de No intervención ante la intervención extranjera. El gobierno de la República, como ya anunciara Juan Negrín ante la Sociedad de Naciones, anunció la retirada unilateral de los combatientes de las Brigadas Internacionales, al tiempo que 10 000 italianos también volvían a su país. Después de dos años la república podía permitirse la salida de los voluntarios, si bien habían funcionado como un eficaz instrumento de propaganda pero a estas alturas su actuación no tenía casi influencia en el desarrollo de la guerra. Y es que, había unidades de las Brigadas Internacionales donde el número de españoles era mayor que el de internacionales, sea el caso de la XV Brigada Internacional que estaba al mando del comandante Valledor, español, y que tenía varios regimientos compuestos de españoles. En el momento de su retirada, éstas estaban combatiendo intensamente en el Ebro; La última acción que libraron fue el 22 de septiembre, fecha en que la XV Brigada Internacional libró su último combate. El batallón inglés sufrió numerosas bajas nuevamente, como ya ocurriera en agosto.
La retirada no tuvo mayores consecuencias militares (a pesar de que se quedaron 6000 brigadistas alemanes, italianos, yugoslavos, checos y húngaros, que sabían que no serían bien acogidos en sus países respectivos), pero ocurrió un hecho que fue desastroso para la II República: los ingleses y franceses acordaron abandonar a Checoslovaquia en la Crisis de los Sudetes y decidieron pactar con Hitler. Después de varios días de negociaciones, el 30 de septiembre fueron firmados los Acuerdos de Múnich que dejaban a Hitler campo libre en Checoslovaquia, pero que también condenaban a la II República Española. Las esperanzas de Negrín y otros dirigentes republicanos cayeron en saco roto. Franco, por su parte, estaba exultante ya que sabía que podía volver a contar con la ayuda militar de los alemanes, pero especialmente porque era consciente del abandono de los republicanos por parte de las democracias.

### El final de la batalla
El día 30 de octubre empezó la contraofensiva final de los franquistas en el Ebro: el punto de ataque estaba en el paso de un kilómetro y medio de anchura al norte de la Sierra de Cavalls. Durante tres horas, después del amanecer, las posiciones republicanas fueron sometidas al bombardeo de 175 baterías franquistas y más de 100 aviones. La respuesta vino de un centenar de cazas republicanos que apareció sobre el aire para contestar aquella concentración, produciéndose la mayor batalla aérea de todas las habidas en el Ebro. A continuación se lanzó al ataque el Cuerpo de Ejército del Maestrazgo, a las órdenes de García Valiño. Los marroquíes de Juan Yagüe junto a los navarros de la 1.ª División de Navarra al mando de Mohammed ben Mizzian, conquistaron las posiciones republicanas abandonadas durante el bombardeo. La batalla en las cumbres de Cavalls se prolongó durante todo el día, pero, por la noche, aquellas montañas habían caído en manos de los sublevados y con ellas 19 posiciones fortificadas y toda la red de defensas republicanas. Los franquistas dieron parte de haber tomado a los republicanos 1000 prisioneros, 500 muertos y 14 aviones derribados. La caída de Cavalls supuso un duro golpe para la República, ya que aquellas posiciones dominaban toda la región.
Y aquello no fue más que el principio. La noche del 1 al 2 de noviembre de 1938 las fuerzas de la 84.ª División franquista, mandada por el coronel Galera, lograron finalmente conquistar la Sierra de Pàndols, la única cota de terreno que permanecía en manos de la República. El día 3, avanzando a través de Pinell, las fuerzas de Yagüe llegaron al río Ebro y con ello cumplían uno de sus objetivos pendientes desde que comenzase la batalla. Todo el flanco sur republicano se vino abajo y las fuerzas de Líster hubieron de cruzar el río, al tiempo que el día 7 caía Mora la Nueva. Los franquistas lanzaron un ataque masivo contra un altozano conocido como Picosa, donde los republicanos se habían atrincherado con gran habilidad. Sin embargo, tras la caída de Picosa, la acometida de los blindados franquista el eje defensivo republicano se vino abajo.
El 10 de noviembre solo quedaban seis baterías republicanas al oeste del Ebro y las últimas posiciones republicanas fueron abandonadas deliberadamente. El pueblo de Fatarella, situado en lo alto de una loma, cayó ante las fuerzas de Yagüe. Las últimas operaciones militares se realizaron al tiempo que caían las primeras nevadas, en un campo de batalla que antes, el calor de agosto había hecho intolerable. A la caída de la tarde del día 15 de noviembre, bajo las órdenes de Manuel Tagüeña, todo está preparado en Flix para el cruce del río, en sentido inverso, de las tropas republicanas que se han ido replegando y a las cuatro y media de la madrugada, ya día 16, los últimos combatientes republicanos del Ebro han cruzado a la margen izquierda. Después de haber evacuado el material de guerra y a los últimos soldados, Tagüeña ordenó volar el puente de hierro de Flix. Yagüe entró en Ribarroja el 18 de noviembre, volviendo a reconstituir la línea defensiva que los republicanos habían roto el 25 de julio.

## Los bombardeos durante la batalla del Ebro
Durante la última semana de julio y el mes de agosto de 1938, la aviación del bando sublevado, además de bombardear las posiciones republicanas al otro lado del Ebro y los puentes y medios de paso tendidos sobre el río, también se concentró en las comarcas de Tarragona por donde habían de pasar los refuerzos republicanos que se dirigían al frente del Ebro. Así, Tarragona fue bombardeada diez veces entre el 25 de julio y el 3 de agosto (y tres veces más el resto del mes), causando pocas víctimas debido a que la mayoría de los tarraconenses vivía en las afueras o se habían resguardado en la red de refugios que se habían construido. También fueron bombardeadas Reus (9 veces), Falset (dos veces), Marsá, La Ametlla, Cambrils (cuatro veces), Hospitalet del Infante (cuatro veces), Vandellós, La Ampolla (dos veces), Altafulla, Perelló. La mayoría de estos ataques fueron realizados por los hidroaviones H 59 de la Legión Cóndor con base en Pollensa que al atacar a baja altura sufrieron notables pérdidas. También fueron bombardeadas otras localidades catalanas situadas más al norte, como la propia Barcelona (bombardeada los días 3, 4 y 19 de agosto, siendo especialmente virulento el último), además de Sitges (dos veces), Santa Margarita y Monjós, Rosas, Palamós, San Vicente de Calders, Vendrell.
Al mismo tiempo la marina de guerra sublevada y la Aviación Legionaria bombardearon los puertos y ciudades del litoral valenciano: Gandía (cuatro veces; hundiendo en una de ellas el vapor Dellwyn), Sagunto (cuatro veces; los ataques obligaron a trasladar dos industrias de guerra a Cieza en el interior de Murcia junto con sus cerca de 1000 obreros acompañados de sus familias), Valencia (diez veces), Villajoyosa (dos veces), Torrevieja (doce muertos y 45 heridos) y Alicante (ocho veces; en el ataque del 30 de agosto hubo cinco muertos).
En la provincia de Murcia fue bombardeada Águilas el día 3 de agosto (causando once muertos, todos mujeres y niños, ya que las bombas cayeron en la proximidad del hospital y del edificio de asistencia social) y el día 31. Asimismo Madrid continuó siendo bombardeada durante el mes de agosto, siendo especialmente virulento el ataque del día 16, que ocasionó gran número de víctimas.
En septiembre de 1938 los bombardeos de los sublevados mantuvieron los mismos objetivos. Las comarcas de Tarragona (Tarragona; Vendrell; Bellveí, tres muertos; San Vicente de Calders; Cambrils; La Ampolla y el resto de Cataluña (Palamós, dos veces con el resultado de siete muertos y 40 heridos; San Feliu de Guíxols; Puerto de la Selva; el aeródromo de El Prat). El puerto de Barcelona fue bombardeado varias veces siendo dañados varios barcos que estaban allí fondeados. En el ataque del 16 de septiembre también fue alcanzado el barrio de La Barceloneta, ocasionando la muerte de 31 personas y heridas a 120. En el litoral valenciano fueron bombardeadas Valencia y su puerto (cuatro veces), Sagunto (tres veces), Gandía (dos veces), Denia, Torrevieja y Alicante (tres veces). Más al sur fue bombardeada Almería y su puerto en seis ocasiones. En la isla de Menorca fue bombardeada Mahón en dos ocasiones (muriendo cuatro personas).
Muchos de estos ataques a las localidades del litoral mediterráneo fueron realizados por la noche por hidroaviones He 59 alemanes cuyo impacto sobre la retaguardia republicana fue muy importante, tal como lo relata un piloto de la aviación republicana:

Aunque los bombardeos diurnos causaban daños, duraban pocos minutos y no desmoralizaban tanto a la población de retaguardia como la presencia continua, durante las noches, de unos cuantos hidroaviones que, procedentes de las bases de Mallorca, se dedicaban a recorrer el litoral en vuelo rasante durante horas y más horas, arrojando de cuando en cuando una bomba o ametrallando si se presentaba la ocasión. La gente, privada de su descanso, tenía los nervios destrozados y prorrumpía en invectivas contra la aviación republicana, cuyas dificultades ignoraba. Al volar de noche, sin radio para mantener contacto con los puntos de vigilancia, localizar a un enemigo que pasaba a ras de los tejados era empresa casi imposible, y los hidroaviones se paseaban por la costa como Pedro por su casa.

Pero el ataque aéreo más brutal del mes de septiembre de 1938 fue el que sufrió Alcoy, que hasta entonces nunca había sido bombardeado, los días 20, 22 y 23 de septiembre a cargo de diez Savoia-Marchetti S.M.79 en cada una de las incursiones dirigidas hacia varias fábricas, la central hidroeléctrica y un cuartel. El resultado fueron unos 50 muertos (muchos de ellos obreros y obreras de las fábricas), gran número de heridos y 55 edificios destruidos y once seriamente afectados por sus dueños. Y cundió el pánico entre la población (incluso unas veinte enfermeras abandonaron el hospital) y hubo saqueos de las casas abandonadas a toda prisa.

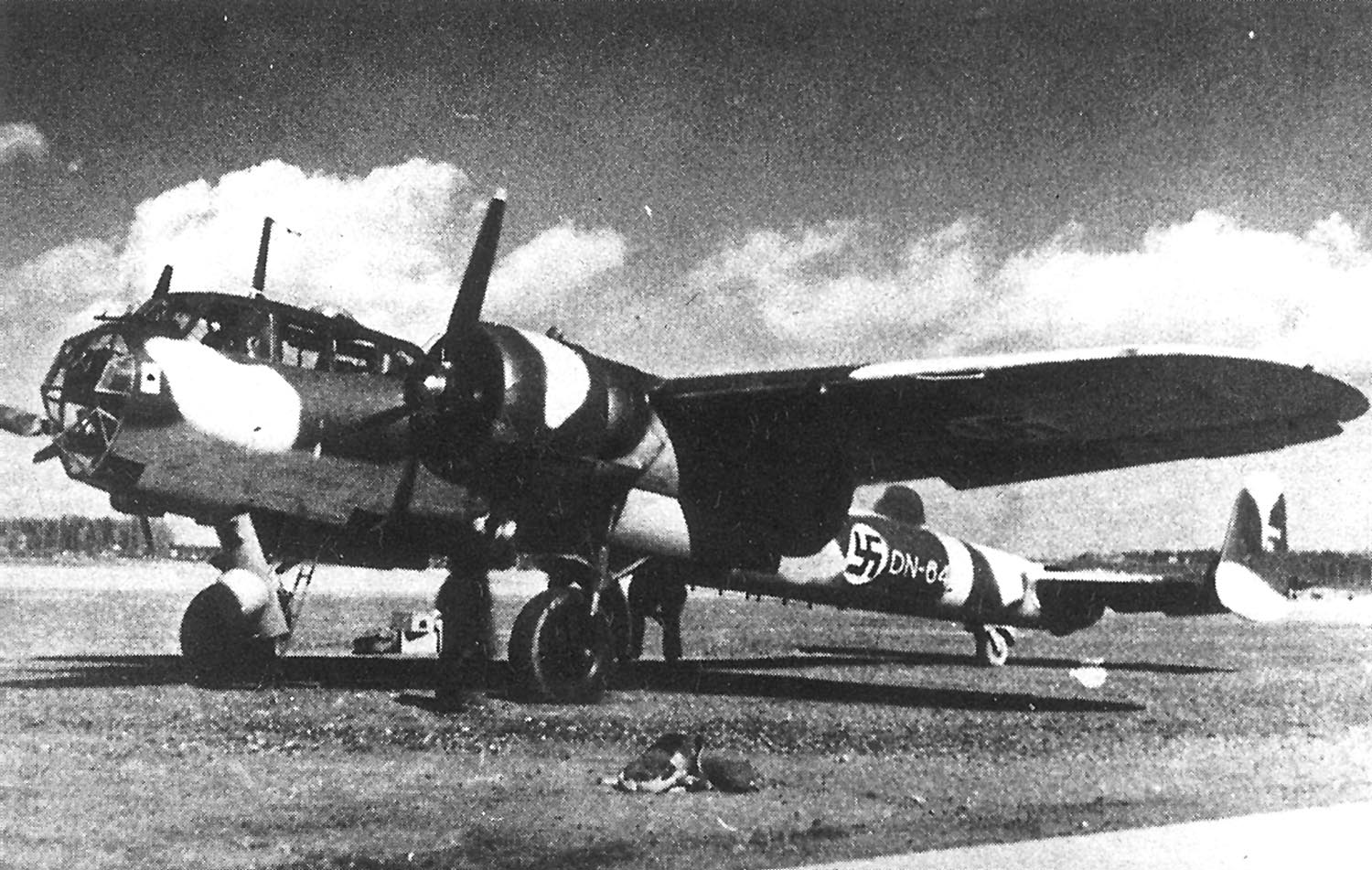
Un Dornier Do-17 de la Fuerza Aérea Finlandesa como los utilizados por la Legión Cóndor.

En el mes de octubre continuaron los bombardeos de los sublevados sobre los mismos objetivos que los de los dos meses anteriores. Barcelona y su puerto fueron atacados ocho veces, siendo alcanzados los barcos mercantes ingleses Gothic, Thorpebay, Blam Hill, Stancraf y African Explorer, y el submarino republicano C-1 que fue hundido el 13 de octubre, aunque los cazas republicanos actuaron y alcanzaron varios aparatos Savoia-Marchetti S.M.79 italianos, pero sin conseguir derribarlos. El ataque más duro fue el día 21 de octubre, en el que hubo 24 muertos y 40 heridos, y sobre el que una comisión internacional dictaminó que deliberadamente se puso «en peligro las vidas de los habitantes de una parte densamente poblada de la ciudad». Estos bombardeos contra la población civil tuvieron un dramático éxito cuando fue alcanzado un tren de pasajeros que estaba parado en la estación de San Vicente de Calders con un resultado de 30 muertos y más de 100 heridos. También fueron bombardeados Tarragona y su puerto (tres veces), Valencia y su puerto (en nueve ocasiones), Cullera, Alicante y su puerto, Denia (tres veces; el del día 18 de octubre causó 12 muertos y 18 heridos), Alcoy (tres mujeres fallecidas), Águilas y Cartagena (dos veces). Asimismo, Alcalá de Henares (afectando al manicominio de esa localidad y causando 16 muertos y 67 heridos), Figueras, Puerto de la Selva. Los aviones italianos con base en Mallorca sufrieron un accidente al despegar el 9 de octubre (quedando destruidos dos bombarderos y seis cazas Fiat C.R.32) y el 28 de octubre tuvo otro accidente un hidroavión Cant Z.506 en el que murió el piloto, el teniente coronel Ramón Franco Bahamonde, hermano del generalísimo. El aparato se dirigía desde Mallorca a Valencia para bombardearla.
Pero la novedad más importante de este mes de octubre de 1938 fueron los propagandísticos «bombardeos del pan» realizados por aviones del bando sublevado sobre las hambrientas ciudades republicanas. El motivo que dieron los sublevados fue:

Hoy, dos años después, la España Nacional celebra el 1 de octubre como la Fiesta del Caudillo, en homenaje a su salvador. En plena guerra, el frente nacional ofrece victorias constantes y la retaguardia una normalidad absoluta. De nada se carece en la zona de la auténtica España, ni de artículos de primera necesidad, ni de artículos de lujo. Pan para todos los españoles, tabaco en abundancia para todos los fumadores. Estos son dos artículos que se encuentran en cualquier parte de la España Nacional. En Zona Roja, sin embargo, se carece de ambos. Al celebrarse la gran fiesta nacional, los españoles de Franco han querido dedicar un recuerdo a sus hermanos en campo enemigo y han decidido enviarles precisamente esas dos cosas: pan y tabaco.

Sin embargo, el hambre en Madrid era tan grande que algunos testigos refieren que «a pesar de la actuación de los guardias rojos, el pueblo de Madrid se abalanzaba sobre el pan, escondiéndolo para evitar ser detenidos».
En noviembre de 1938, cuando se consumó el fracaso de la ofensiva republicana del Ebro, continuaron los bombardeos sobre Cataluña, sobre todo contra Barcelona y su puerto. En el del día 1 uno de los cinco bombarderos Savoia-Marchetti S.M.81 fue derribado por las defensas antiaéreas y sus seis tripulantes italianos fueron hechos prisioneros. Los ataques a Barcelona continuaron los días 6, 12, 13 (fue alcanzado el mercante inglés Lake-Hallwill), 23 (hubo 44 muertos y unos 90 heridos), 24, la noche del 25 al 26, el día 28 (siendo alcanzado el buque Villa de Madrid). También fueron bombardeadas la central eléctrica de San Adrián de Besós (hubo 17 muertos), Badalona (dos veces; en el ataque del día 19 murieron dos niños, cuatro mujeres y un hombre y 35 personas más resultaron heridas), Villanueva y Geltrú, Tarragona (el día 5 de noviembre soportó siete incursiones; el día 6 dos, una de la Legión Cóndor en la que participaron por primera vez los Junkers Ju 87 Stuka, y otra de la Aviación Legionaria, resultando muertas 7 personas y heridas 32; el día 25 volvió a ser bombardeada), Valls (su aeródromo), Reus (dos veces, especialmente su aeródromo], Salou (su aeródromo), Borjas Blancas (hubo 8 muertos y 75 heridos entre la población civil y más de 40 edificios quedaron completamente destruidos), Artesa de Segre, Puerto de la Selva (dos veces), San Feliu de Guíxols (tres veces; uno de los ataques causó 14 muertos, entre ellos un niño), Palamós (dos veces; hubo 8 muertos) y Rosas.
Durante la batalla del Ebro, como ya venía sucediendo desde febrero de 1938, los bombardeos republicanos sobre la retaguardia de la zona sublevada fueron muy escasos. El 7 de noviembre se produjo el bombardeo de Cabra, que constituyó «el más mortífero de los bombardeos realizados por la aviación republicana en toda la guerra».

## Consecuencias

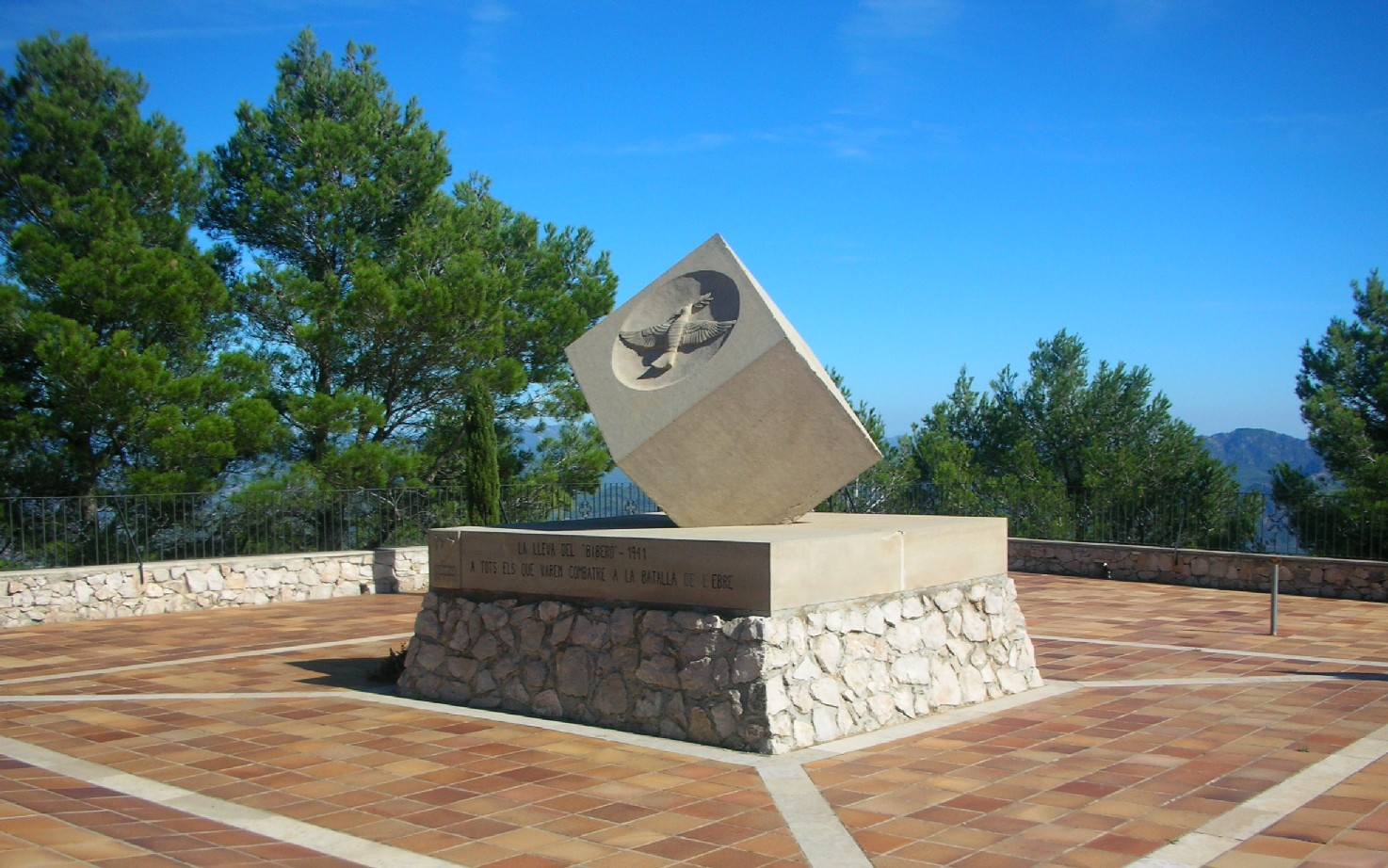
Monumento levantado en memoria de los caídos en la Cota 705.

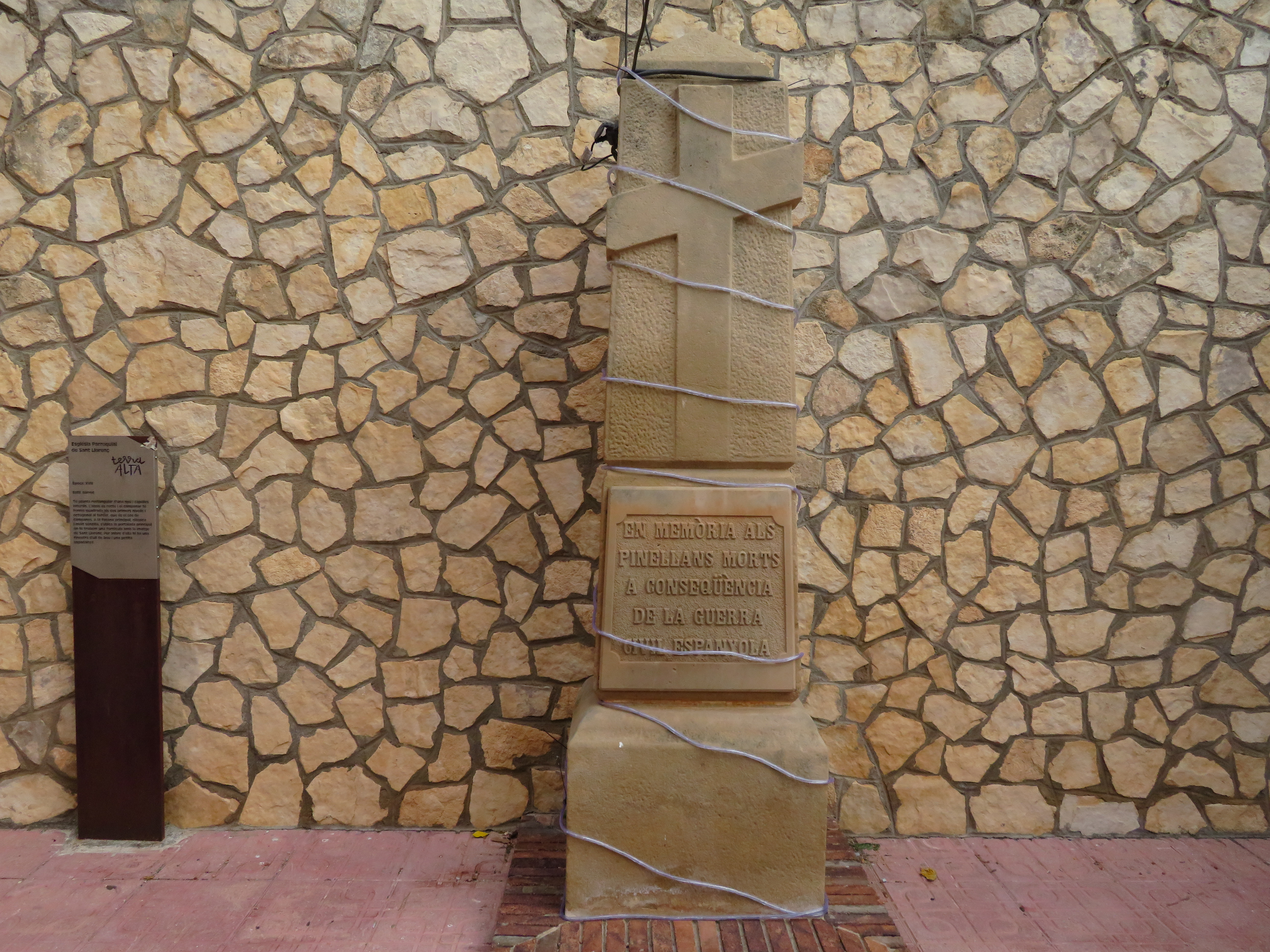
Monumento memorial a los vecinos de Pinell de Bray muertos durante la guerra.

El asalto republicano sobre el Ebro terminaba finalmente tras varios meses de encarnizada lucha. Si bien el éxito inicial pareció hacer entrever que el resultado de la guerra no estaba claro, el cambio en la situación internacional, con Reino Unido y Francia en actitud contemporizadora hacia Hitler y Mussolini, la firma de los Acuerdos de Múnich (abandonando a Checoslovaquia a su suerte) es, sobre todo, el acontecimiento que aleja definitivamente el triunfo de la República. Así pues, la esperanza de Negrín y algunos políticos republicanos de lograr la internacionalización del conflicto se venía abajo. Las pérdidas humanas y materiales por ambas partes fueron tremendas, cifradas por algunos historiadores entre 6500 muertos por el bando sublevado y unos 10 000 muertos (algunos autores los elevan a 15 000) en el bando republicano. Las bajas totales entre ambos bandos llegan a los 100 000 hombres, incluyendo cerca de 20 000 prisioneros republicanos. Ambos bandos perdieron una gran cantidad de equipo militar terrestre y aviones sobre todo, especialmente la aviación republicana, con más de 100 aviones derribados, puesto que ya no podría reponer estas pérdidas.
La batalla acabó convirtiéndose en un duelo entre Francisco Franco y Vicente Rojo Lluch, como ya había ocurrido en Brunete y en Teruel. El empecinamiento de Franco en acabar con el Ejército del Ebro mediante asaltos frontales en un terreno propicio para una defensa republicana bien organizada alargó la lucha durante meses y, aunque quebrantó a las fuerzas republicanas de la zona, lo hizo a un elevado precio para el ejército sublevado. En este sentido, fue decisión de Franco, y de ningún otro, el ataque frontal contra los republicanos, desoyendo las recomendaciones de otros militares sublevados que recomendaban un ataque por el frente del Segre, para encerrar a los republicanos en una bolsa. Franco, para apoyar su firme decisión, argumentaba diciendo: "No me comprenden. Tengo encerrado a lo mejor del ejército enemigo".
No obstante, diezmado el ejército republicano y con la frontera francesa cerrada desde el mes de junio, este no tenía posibilidades de victoria frente al siempre reforzado y bien pertrechado ejército sublevado. La batalla del Ebro significaba la derrota decisiva de la República en la guerra y preparó el camino para la caída de Cataluña.